# Sinn al-Fil
Sinn al-Fīl (in arabo سنّ الفيل‎?, ossia "zanna d'elefante") è un comune (municipalité, in arabo ﺑﻟﺪﻳـة‎?, baladiyya) del Libano nell'ampia periferia di Beirut. È situato nel distretto di al-Matn, nel governatorato del Monte Libano.
A Sinn al-Fīl è nato nel 1964 il gen. Joseph Khalil Aoun, nominato nel 2017 comandante delle Forze armate libanesi.